# Веджано
Веджа̀но (на италиански: Veggiano; на венециански: Vejan, Веян) е малко градче и община в Северна Италия, провинция Падуа, регион Венето. Разположено е на 21 m надморска височина. Населението на общината е 4663 души (към 2015 г.).